# Lena Jeger, Baroness Jeger
Lena May Jeger, Baroness Jeger (* 19. November 1915 in Yorkley, Gloucestershire, England; † 26. Februar 2007 in Haywards Heath, West Sussex, England) war eine britische Journalistin und Politikerin der Labour Party. Seit 1979 war sie als Life Peeress Mitglied des House of Lords.

## Leben
Lena Jeger wurde als Lena May Chivers als Tochter von Charles Chivers († 1971) und dessen Ehefrau Eugenie Alice James († 1969) in einem kleinen Dorf im historischen Waldgebiet Forest of Dean in der Grafschaft Gloucestershire geboren. Ihr Vater war Postbote bei der Royal Mail. Sie besuchte die Southgate County School in North London. Sie studierte Englisch und Französisch am Birkbeck College der University of London, wo sie mit einem Bachelor abschloss. Sie war Vize-Präsidentin (Vice-President) der National Union of Students. 1936 trat sie in den Öffentlichen Dienst ein; sie begann ihre Berufslaufbahn zunächst im HM Customs & Excise, dem Britischen Ministerium für Steuern und Zollangelegenheiten.
Während des Zweiten Weltkriegs arbeitete sie ab 1939 im Britischen Informationsministerium (Ministry of Information) und im Foreign Office. Jeger, die fließend Russisch sprach, war nach dem Zweiten Weltkrieg stellvertretende Herausgeberin (Deputy Editor) der Zeitung British Ally, einer britischen Zeitung, die in der Sowjetunion verlegt wurde. Sie arbeitete während dieser sechs Monate außerdem für die Britische Botschaft in Moskau.
1948 heiratete sie den Allgemeinmediziner und Hausarzt Dr. Santo Jeger (1898–1953), seit den Britischen Unterhauswahlen 1945 Parlamentsabgeordneter der Labour Party im House of Commons für den Wahlkreis Holborn and St Pancras South. Santo Jegers Arztpraxis befand sich in einem heruntergekommene und verwahrlosten Viertel im Londoner East End. 1949 schied sie aus dem Öffentlichen Dienst aus und arbeitete anschließend zunächst als Sprechstundenhilfe in der Praxis ihres Ehemanns. Von 1951 bis 1954 war sie als Journalistin für die britische Zeitung The Manchester Guardian tätig. Dort bewies sie journalistisches Gespür für brisante und investigative Themen.
Zwischen 1959 und 1964 arbeitete sie als Journalistin für die Zeitung The Guardian. Bis 2003 schrieb sie weiterhin gelegentlich für den Guardian, hauptsächlich Politikerporträts und Nachrufe. Gelegentlich schrieb sie Nachrufe auch für andere Zeitungen wie The Independent; dort u. a. den Nachruf für Alma Birk, Baroness Birk.

## Politische Karriere
Jegers politische Laufbahn begann in der Kommunalpolitik. Sie war Mitglied (Councillor) des St. Pancras Borough Council (1945–1959) und des London County Council (1952–1955). Ihren Sitz im London County Council (LCC) musste sie nach einem Presselrummel über die Entscheidung des LCC, am Maifeiertag die Rote Fahne auf dem Gebäude zu hissen, aufgeben.
Nach dem Tod ihres Mannes 1953 wurde sie als Kandidatin der Labour Party für die erforderliche Nachwahl im Wahlkreis Holborn and St Pancras South nominiert. Sie gewann die, direkt an ihrem Geburtstag stattfindende, Nachwahl im November 1953, wobei sie die Stimmenmehrheit der Labour Party leicht verbessern konnte. Am 19. November 1953 übernahm sie offiziell den Parlamentssitz ihres verstorbenen Ehemanns und wurde Mitglied des House of Commons. Sie gewann den Wahlkreis erneut bei den Britischen Unterhauswahlen 1955, verlor ihren Sitz jedoch bei den Britischen Unterhauswahlen 1959, an Geoffrey Johnson Smith, den Kandidaten der Conservative Party. Bei den Britischen Unterhauswahlen 1964 gewann Jeger ihren Wahlkreis zurück und war erneut Parlamentsabgeordnete für den Wahlkreis Holborn and St Pancras South. 1974 wurde Jegers Wahlkreis in den Wahlkreis Camden, Holborn and St Pancras South umbenannt; Jeger hatte diesen Wahlkreis dann bis zu den Britischen Unterhauswahlen 1979 inne. 1979 trat sie nicht mehr zur Wiederwahl an; trotz des Wahlsieges der Conservative Party konnte Frank Dobson Jegers Wahlkreis für die Labour Party erhalten.
Im House of Commons wurde sie 1971 Mitglied im Panel of Chairs des Speakers des House of Commons; dieses Amt hatte sie bis zu ihrem Ausscheiden aus dem Parlament inne.
Von 1967 bis 1971 vertrat sie Großbritannien als Delegierte in der Parlamentarischen Versammlung des Europarats und in der Vollversammlung der Westeuropäischen Union.
Jeger war Mitglied des National Executive Committee (Vorstand) der Labour Party von 1960 bis 1961, später erneut von 1968 bis 1980. Sie war Stellvertretende Vorsitzende des (Vice-Chair) des National Executive Committee der Labour Party (1978–1979).
Sie war Parteivorsitzende (Chairman) der Labour Party (1979–1980). In dieser Funktion führte sie auch den Vorsitz bei dem politisch und emotional aufgeheizten Labour-Parteitag im September 1980 in Blackpool, bei dem u. a. der Wahlmodus des Parteivorsitzenden zur Debatte stand. Jeger leitete die umstrittene Debatte; als der Labour-Abgeordnete Andrew Faulds einen persönlichen Angriff gegen Tony Benn unternahm, stellte sie kurzzeitig die Mikrofone ab. Am Ende des Parteitags gab sie ihr Amt als Parteivorsitzende auf.

## Mitgliedschaft im House of Lords
Am 11. Juli 1979 wurde Jeger zur Life Peeress ernannt und wurde Mitglied des House of Lords; sie trug den Titel Baroness Jeger, of St Pancras in Greater London.
Ihre Antrittsrede hielt sie am 20. Februar 1980 zur Zypernpolitik. Im Hansard sind Wortbeiträge Jegers im House of Lords aus den Jahren von 1980 bis 2002 dokumentiert. Im November 2002 meldete sie sich in der Bildungsdebatte University Finance letztmals zu Wort.
Im House of Lords war sie Oppositionssprecherin für die Bereiche Gesundheit (Health, 1983–1986) und Soziale Sicherheit (Social Security 1983–1990). Ab 1990 gehörte Jeger im House of Lords zu den Hinterbänklern. Ihr Engagement im House of Lords nahm ab, jedoch erschien sie weiterhin stets bei wichtigen Abstimmungen. Ab 2002 wurde Jeger vom House of Lords ein Leave of Absence gewährt.
Zum Zeitpunkt ihres Todes im Februar 2007 war Jeger das älteste lebende ehemalige weibliche Mitglied des House of Commons; seit 2007 ist es nunmehr Dame Peggy Fenner.

## Politische Schwerpunkte
Jeger gehörte dem linken Flügel der Labour Party an. Nach der Bekanntgabe ihres Rückzugs aus dem Britischen Unterhaus versuchte sie einen Ausgleich der verschiedenen Parteiflügel, insbesondere mit James Callaghan und dem rechten Flügel der Partei.
Zu ihren politischen Themen gehörten Obdachlosigkeit, Armut, Kinderrechte, Prostitution und die Witwenfürsorge. Sie sprach sich gegen die zunehmende Ansiedlung von Bürohäusern und die dadurch bedingte Abnahme von Wohnraum in den Bezirken Inner Londons aus.
Sie setzte sich für eine liberale Einwanderungspolitik und für die Lohngleichheit von Mann und Frau ein. Sie spielte eine entscheidende Rolle bei der Verabschiedung des Equal Pay Act aus dem Jahre 1970. Jeger hatte im Vorfeld angedroht, sie würde einen Aufstand der Hinterbänkler gegen die Einkommens- und Steuerpolitik der britischen Regierung anführen, für den Fall, dass das Gesetz keine Mehrheit finden würde.
1953 besuchte Jeger, in deren Wahlkreis mehrere Tausend Exil-Zyprioten lebten, auf Einladung von Erzbischof Makarios III. die Republik Zypern. Aufsehen erregte ihre Rede beim Labour-Parteitag 1957, als sie die Pläne des britischen Premierministers Harold Macmillan verurteilte, die Türkei in die Zypern-Frage einzubinden. Jeger warf Macmillan vor, er beabsichtige die Teilung Zyperns und forderte das politische und völkerrechtliche Selbstbestimmungsrecht Zyperns ein. Sie besuchte Zypern, auch in späteren Jahren, regelmäßig. Im Januar 1997 sprach sie im House of Lords nochmals zum Zypern-Konflikt. Sie äußerte nochmals ihre Auffassung, dass es griechischen und türkischen Zyprioten ohne Einmischung von außen gelingen würde, friedlich zusammenzuleben.  Ein Auszug aus einer ihrer Reden zum Zypernkonflikt wurde später als Schriftzug auf einer Briefmarke in Griechenland gestaltet. Sie war gegen den Einsatz von Atomwaffen und deren Besitz durch die britische Regierung und auch eine entschiedene Gegnerin des Vietnam-Krieges.
Sie war eine der Hauptgegnerinnen des politischen und wirtschaftlichen Konzepts des Gemeinsamen Europäischen Marktes; sie forderte Bundeskanzler Helmut Schmidt, der 1975, während der laufenden Kampagne für eine Volksabstimmung in Großbritannien über die Einführung des Gemeinsamen Marktes, auf dem Sonderparteitag der Labour Party sprechen sollte, auf, ein anderes Thema zu wählen. Jeger sprach sich gegen Zigarettenkonsum und für Rauchverbote aus. Sie lehnte Subventionen der Europäischen Union für den Tabakanbau ab. Ebenso sprach sie sich gegen die Legalisierung von sog. „weichen Drogen“ wie Cannabis aus.
Eine politische Freundschaft verband sie mit Barbara Castle, Baroness Castle of Blackburn; mit ihr kämpfte sie gemeinsam für die rechtliche Gleichstellung und gegen die Diskriminierung von Homosexuellen. Jeger äußerte hierzu einmal während in einer Abstimmung über Homosexuellen-Rechte gegenüber Castle, dass sie beide ihren Beitrag „für die Jungs“ („doing their bit for the boys“) geleistet hätten. Castle schrieb im März 2007 auch Jegers Nachruf für die Tageszeitung The Guardian.

## Privates und Tod
Jeger trug seit ihrer Hochzeit mit Dr. Santo Jeger den Ehe- und Familiennamen Jeger. Ihre Ehe mit Santo Jeger war kinderlos. Jegers Gesundheitszustand in den letzten Jahren war sehr schlecht. Sie wurde im Royal Marsden Hospital mehrfach wegen Brustkrebs behandelt. Sie starb im Alter von 91 Jahren im Ashton House Nursing House, einem Alters- und Pflegeheim, in der Bolnore Road, Haywards Heath in der Grafschaft West Sussex an den Folgen ihrer Krebserkrankung und einem multiplen Organversagen.